# Anton Kawasaki
Anton Kawasaki is straatfotograaf en schrijver van artikelen over fotografie met mobieltjes.
Hij kreeg vooral veel erkenning voor zijn straatfotografie met de iPhone. Zijn werk is te zien in gedrukte en online tijdschriften over de hele wereld en er werden exposities van zijn foto's georganiseerd in onder meer Berlijn, New York, San Francisco en Atlanta.